# Microregione di Dourados
Dourados è una microregione dello Stato del Mato Grosso do Sul in Brasile, appartenente alla mesoregione di Sudoeste de Mato Grosso do Sul.
È una suddivisione creata puramente per fini statistici, pertanto non è un'entità politica o amministrativa.

## Comuni
Comprende 15 comuni:
- Amambai;
- Antônio João;
- Aral Moreira;
- Caarapó;
- Douradina;
- Dourados;
- Fátima do Sul;
- Itaporã;
- Juti;
- Laguna Carapã;
- Maracaju;
- Nova Alvorada do Sul;
- Ponta Porã;
- Rio Brilhante;
- Vicentina